# Umberto Boccioni
Umberto Boccioni, född 19 oktober 1882 i Reggio di Calabria, död 17 augusti 1916 i Verona, var en italiensk futuristisk målare, skulptör och konstteoretiker.

## Biografi
Umberto Boccioni studerade för Giacomo Balla i Rom. Inspirerad av Marinettis futuristiska manifest 1909 utgav Boccioni året därpå De futuristiska målarnas manifest. Han medverkade i en utställning av futuristisk konst i Paris 1912 och sammanfattade futurismens ideal i boken Pittura, scultura futuriste (1914).
Karakteristiska verk är Staden vaknar (1910) och Gatans larm tränger in i huset (1911) samt skulpturen Kontinuitetens former i rummet (1913) som är avbildad på baksidan av italienska 20 centen (euro). 
Boccioni omkom i en ridolycka under första världskriget.
1924 deltog han postumt i en tysk portfolio med ny europeisk grafik av italienska och ryska konstnärer utgiven av Bauhaus i Weimar. Övriga medverkande var Gino Severini, Enrico Prampolini, Michail Larionov, Vasilij Kandinskij, Alexej von Jawlensky, Natalja Gontjarova, Giorgio de Chirico, Marc Chagall, Carlo Carrà och Alexander Archipenko. Av Umberto Boccioni medtogs en litografi från 1914, vilken framställde en motorcykel i rörelse. 1937 beslagtog de nazistiska myndigheterna befintliga exemplar av grafikmappen på tyska museer, därför att den klassificerades som entartete Kunst.

## Galleri

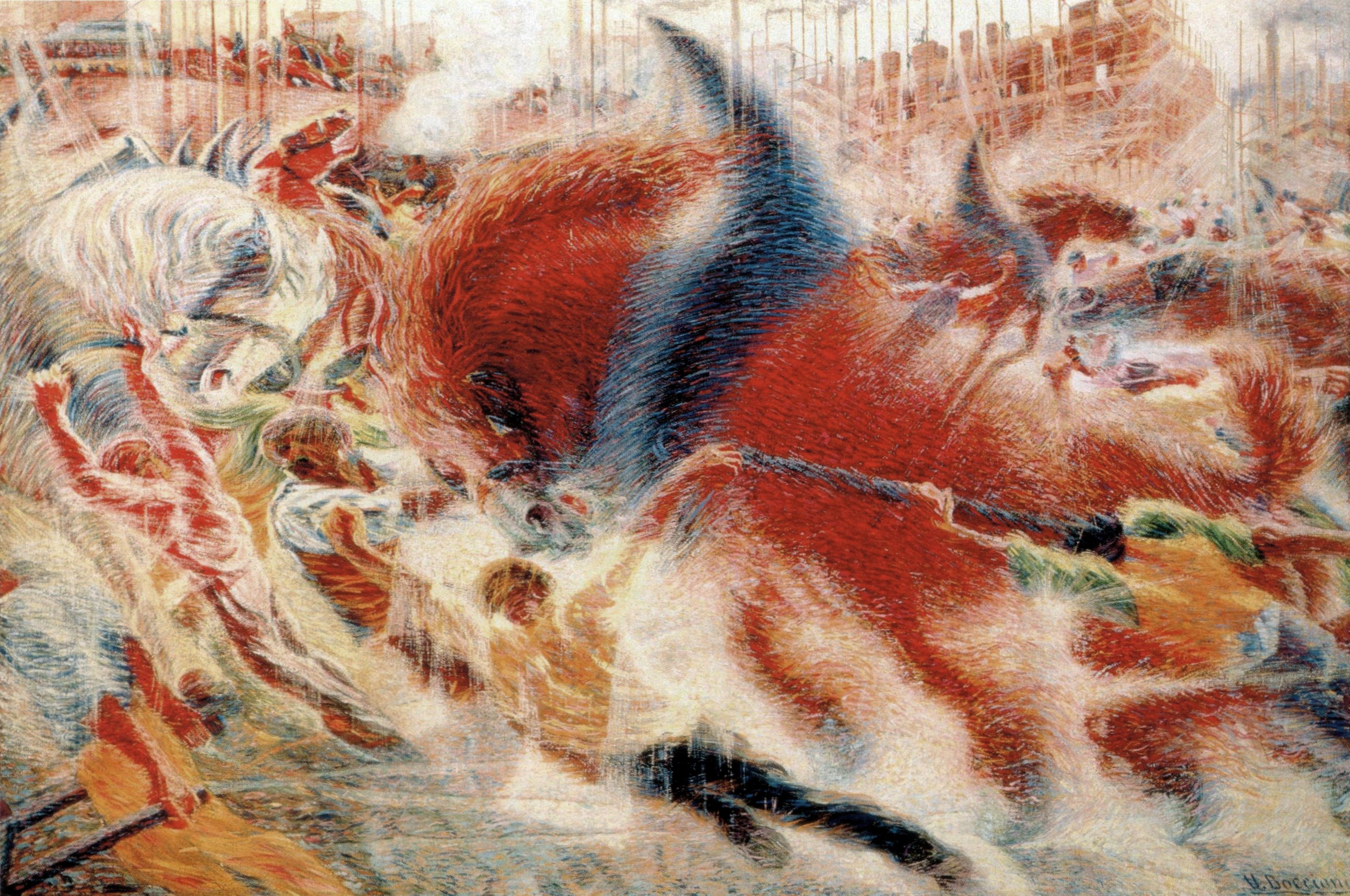
La città che sale / The City Rises (1910), olja på duk, 199,3 x 301 cm. Museum of Modern Art.
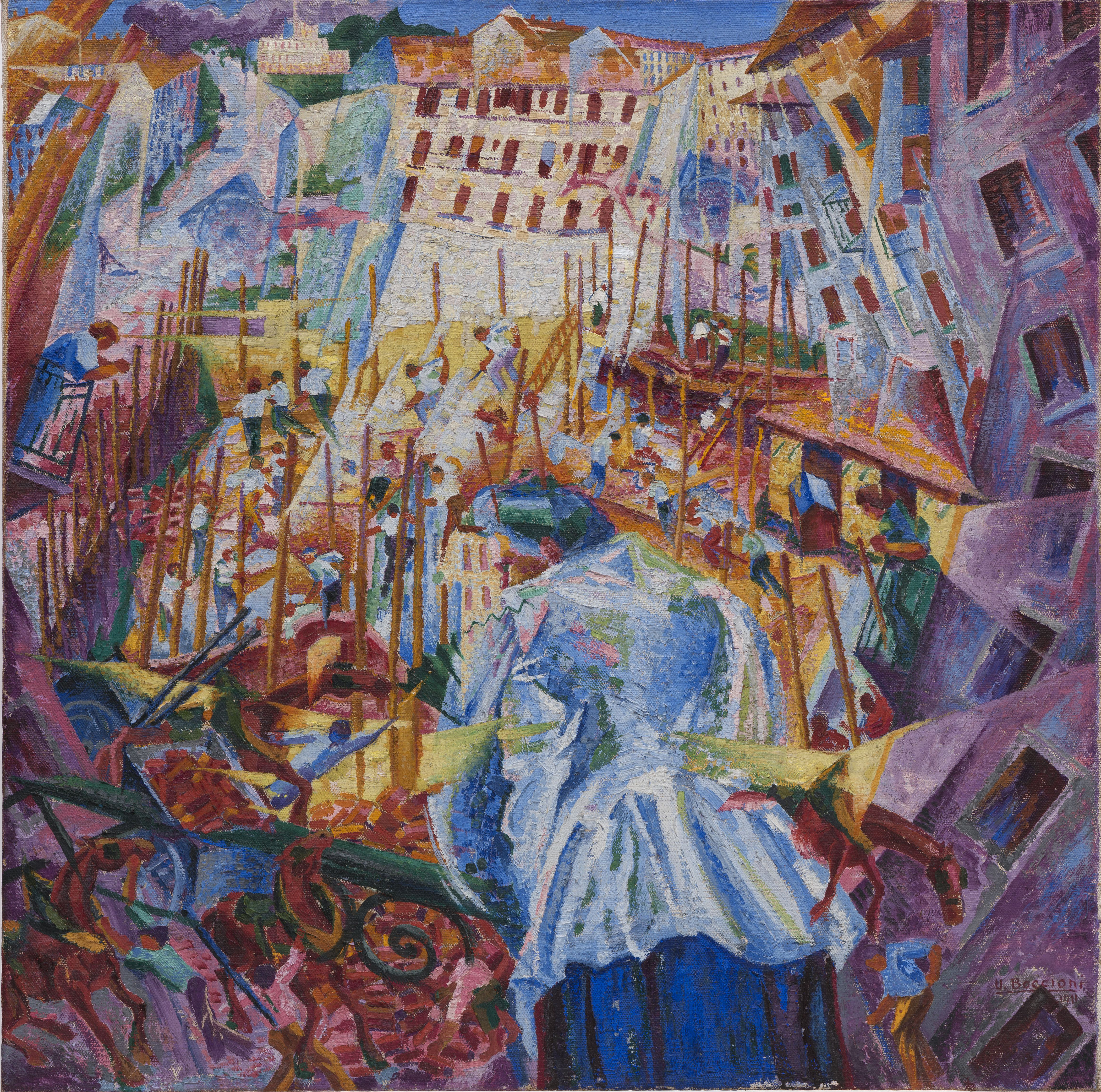
La strada entra nella casa / Gatans larm tränger in i huset (1911), olja på duk, 100 × 100.6 cm. Sprengel Museum i Hannover.
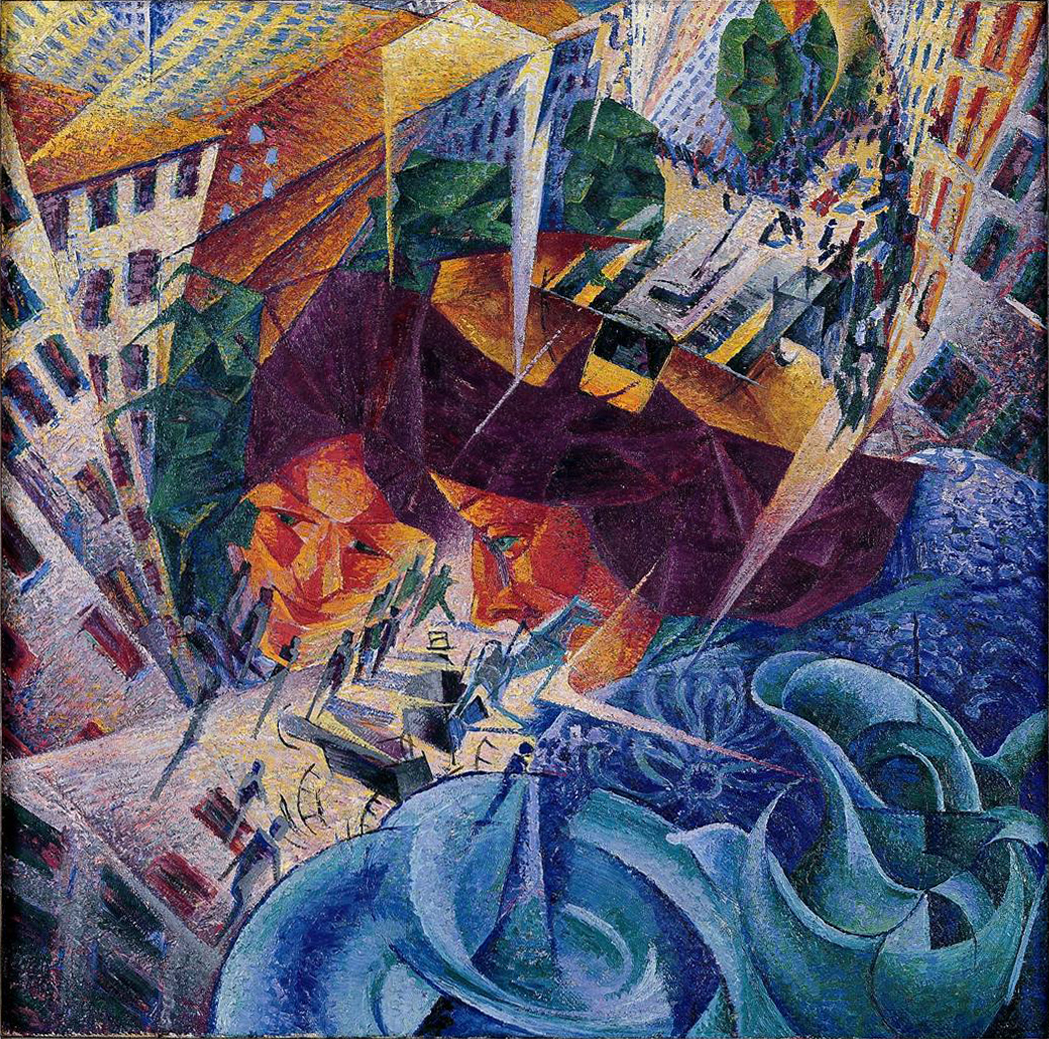
Visioni simultanee (1912), olja på duk, 60.5 × 60.5 cm. Von der Heydt Museum i Wuppertal.
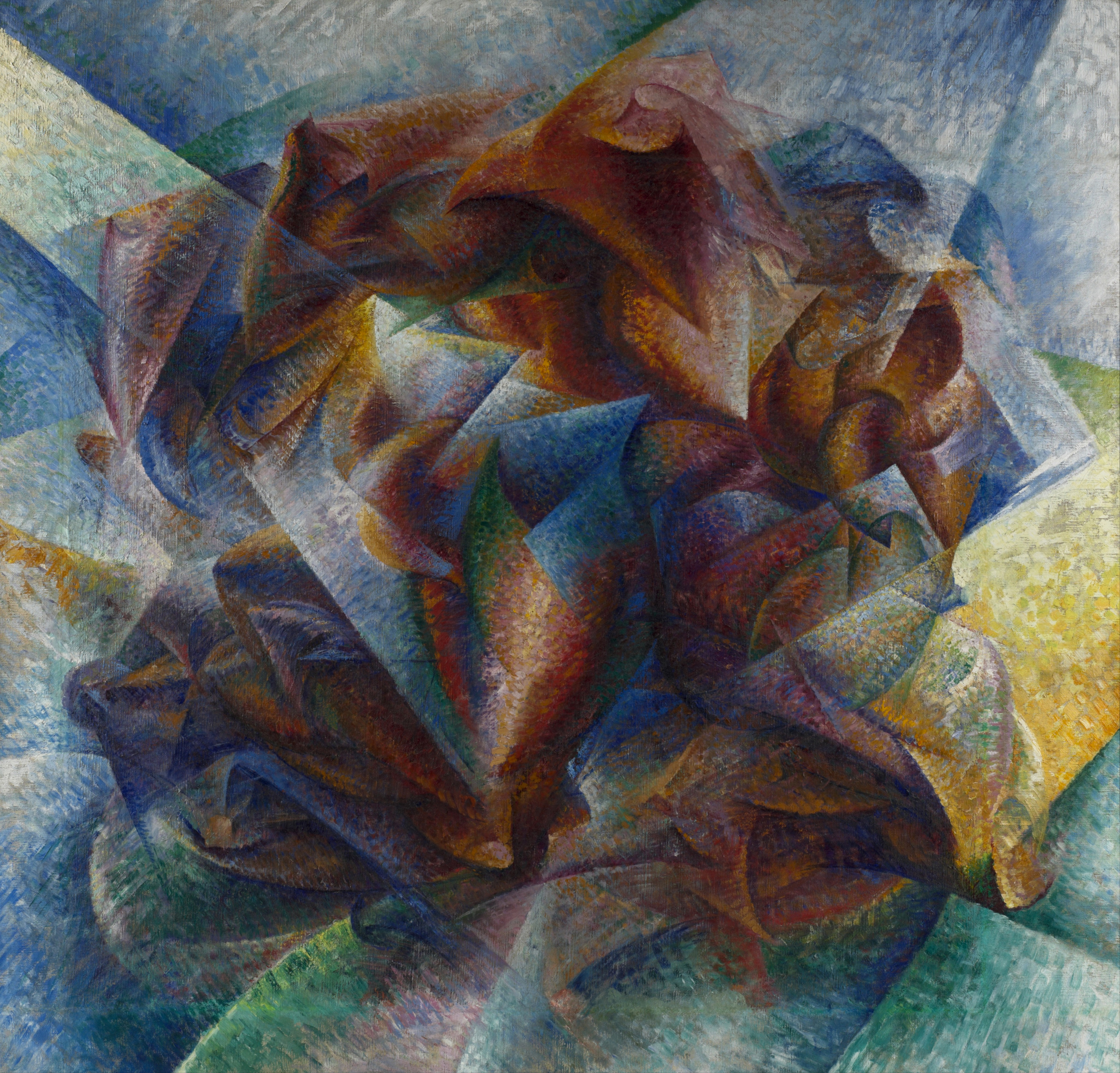
Dinamismo di un calciatore / Dynamism of a Soccer Player (1913), olja på duk, 193.2 x 201 cm. Museum of Modern Art.

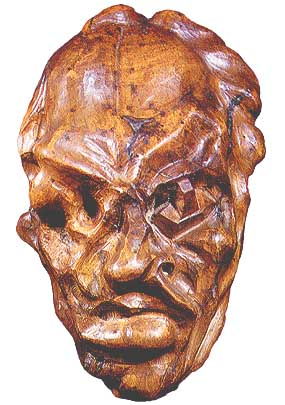
Testa (1912), skulptur.
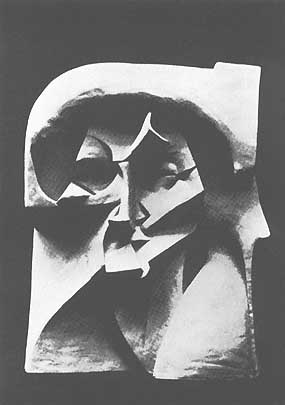
Vuoti e pieni astratti di una testa (1912)
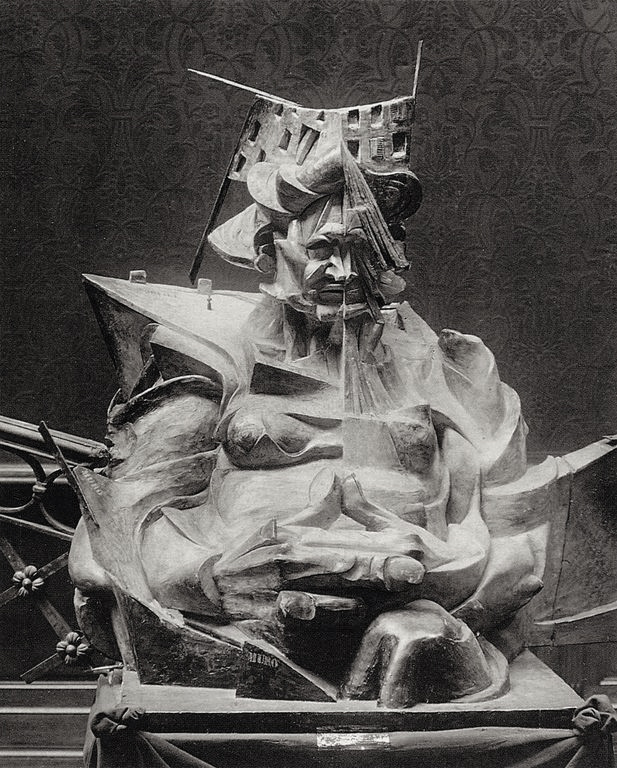
Testa + casa + luce (1912), förstörd skulptur. Foto ur amerikansk konstbok från 1914.
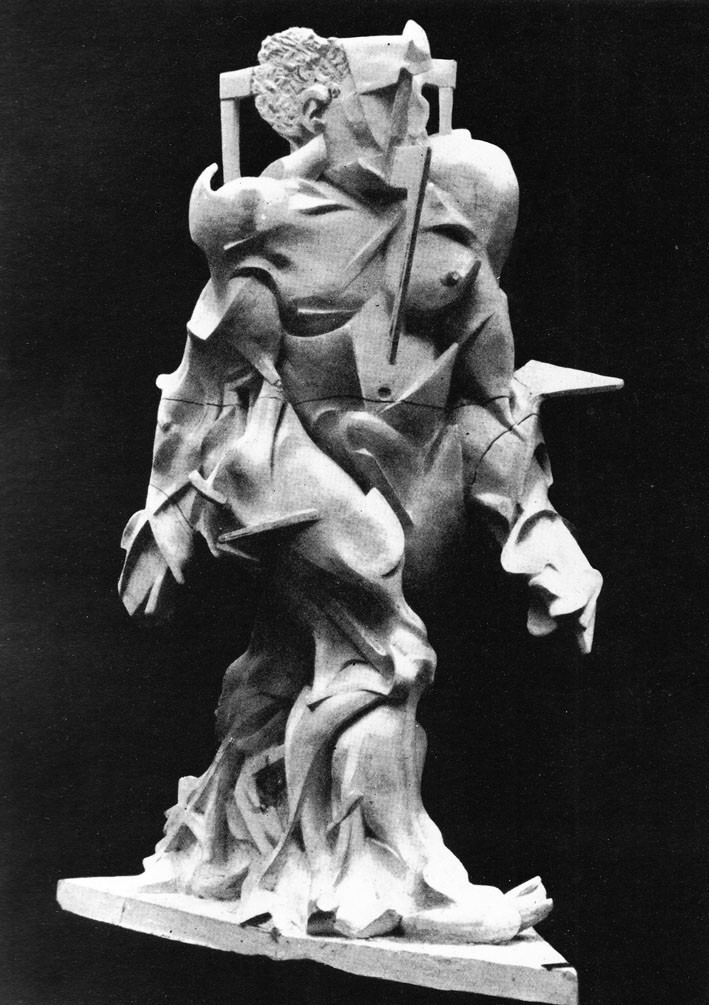
Sintesi del dinamismo umano (1913), förstörd skulptur. Foto ur fransk konstbok från 1914.
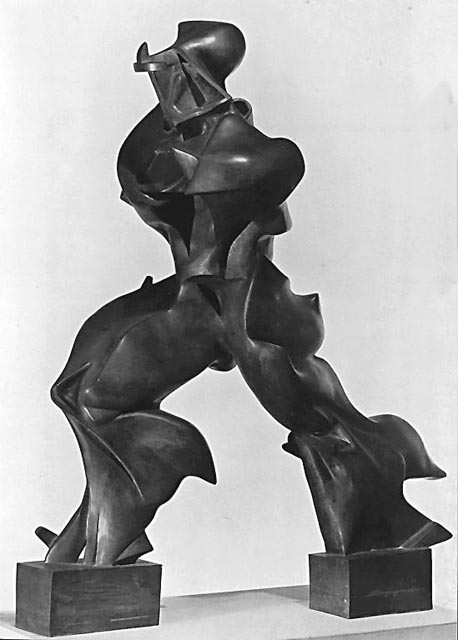
Forme uniche nella continuità dello spazio (1913), brons. Museo del Novecento i Milano.
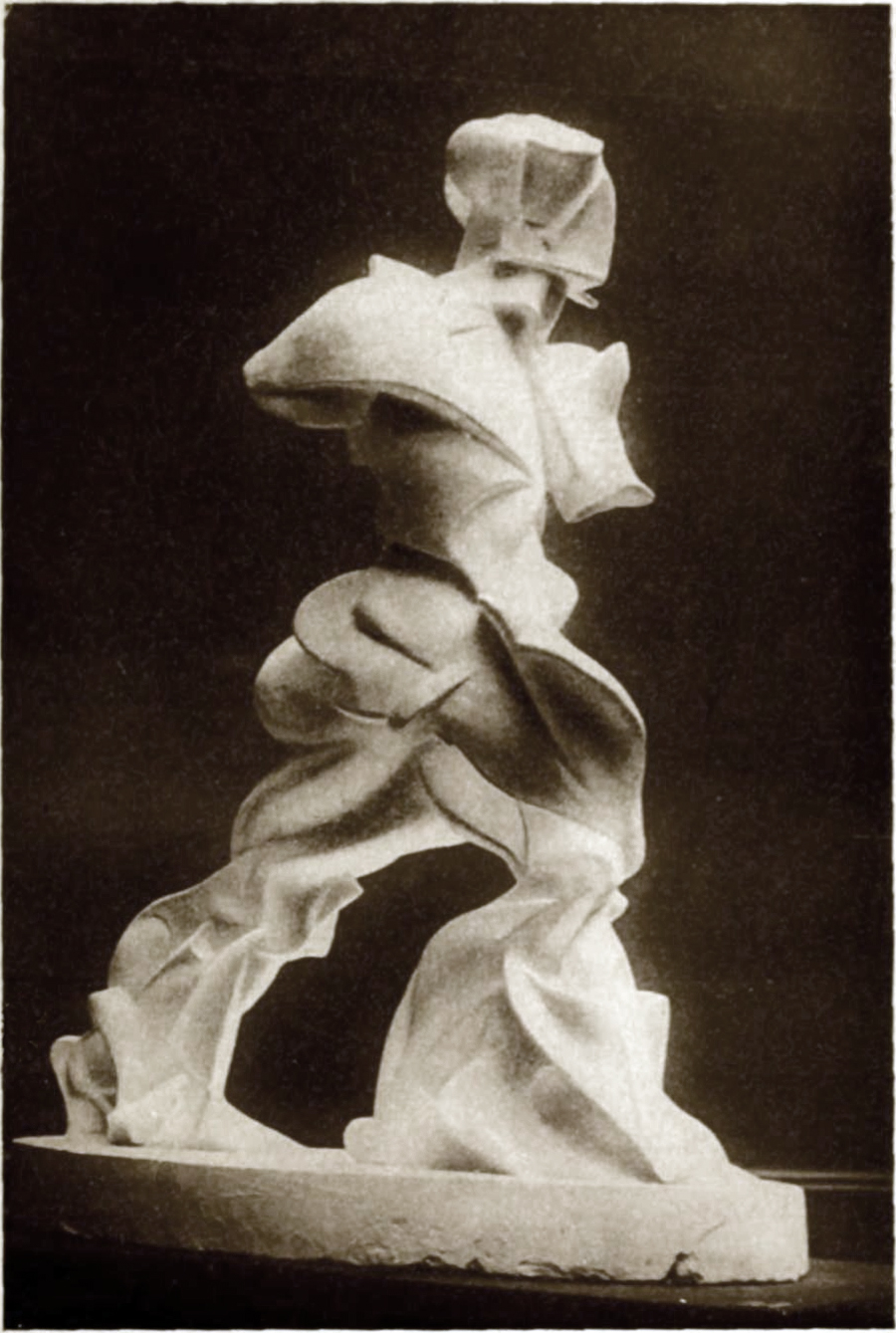
Espansione a spirale dei muscoli in movimento (1913), gips. Med på Erster deutscher Herbstsalon i Berlin 1913. Foto från den tiden.